# Wissenschaft und Technik in der DDR
Wissenschaft und Technik in der DDR unterlagen den ideologischen Vorgaben des Staates und damit der SED, die sich selbst einem wissenschaftlichen Sozialismus verpflichtete. Dies betraf die Schwerpunkte der Forschung und den Umgang mit den Ergebnissen in den Hochschulen und in der Industrie.

## Ideologisch-gesellschaftliche Bedingungen
Der marxistische Fortschrittsglaube gab der Entwicklung von Wissenschaft und Technik vor, die Produktivkräfte zu steigern und die erforderlichen Ressourcen für den Sozialismus zu liefern. Walter Ulbrichts Parole „Chemie bringt Brot – Wohlstand – Schönheit“ drückte das Vertrauen in die „Chemisierung“ von Produktion und Landwirtschaft 1958 einprägsam aus. Eine weitere Aufgabe war das Hervorbringen einer „technischen Intelligenz aus den Reihen der Arbeiterklasse und der mit ihr verbündeten Schichten“ (II. Parteikonferenz der SED 1952). Entsprechend stiegen die allgemeinen Studenten- (von 31.000 auf etwa 100.000) und Dozentenzahlen bis 1960 stark an, besonders im naturwissenschaftlich-technischen Bereich. 1964 erhob die SED die Wissenschaft neben Kapital, Arbeit und Boden zur „vierten Produktivkraft“ der „wissenschaftlich-technischen Revolution“ (WTR). Die Ideologie beinhaltete die Vorstellung, dass die Schaffenskraft der Werktätigen zusammen mit dem kreativen Einsatz von Wissenschaft und Technik durch die Intelligenzler das Leben bis zum Kommunismus verbessern werde (Technikoptimismus). Der Forschungsrat der DDR übte die politische Aufsicht aus. Im Zentralkomitee der SED war unter dem für Kultur und Bildung zuständigen Sekretär Kurt Hager der Abteilungsleiter Johannes Hörnig von 1955 bis 1989 für den Bereich Wissenschaft zuständig.
Dieser Vorstellung standen ungünstige Arbeitsbedingungen für Wissenschaftler und Ingenieure entgegen: eine im Vergleich immer schlechtere wirtschaftliche Situation als in der Bundesrepublik, schlechte Bezahlung, ein Akademikermangel und die Ost-West-Konkurrenz. Die Gesellschaftswissenschaften unterlagen in der DDR dem ideologischen Diktat des herrschenden Marxismus-Leninismus, dessen Inhalte auch in den Naturwissenschaften bestätigt werden sollten. Jürgen Kocka und Detlef Pollack betonen, der Anspruch der DDR-Obrigkeit auf allumfassende politische Steuerung sei gerade im Bereich der Forschung nicht durchzusetzen gewesen. So ermöglichten wirtschaftliche Vorgaben und persönliche Zugänge auch unkonventionellen Wissenschaftlern wie Werner Hartmann und Manfred von Ardenne zeitweise größere Freiräume. Manfred von Ardenne hat in Dresden das mit knapp 500 Mitarbeitern bedeutendste private Forschungsinstitut im gesamten Ostblock aufgebaut. Den ideologischen Vorgaben stand auch eine hohe Praxis- und Anwendungsorientierung der Forschung entgegen.

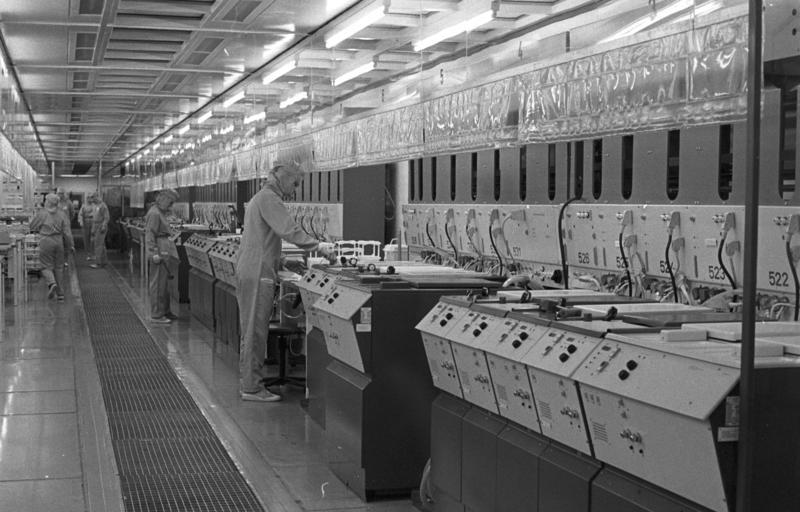
Halbleiterproduktion im VEB Kombinat Mikroelektronik Erfurt

Die Finanzierung der Hochschulen und Forschungsinstitute erfolgte durch den Staat. Um jedoch die praktische Anwendung zu verbessern, wurden Forschungsprojekte auch in hohem Maße durch die staatlichen Industriekombinate gefördert, die mit Instituten der Akademie der Wissenschaften der DDR kooperierten. 1976 entstanden Akademie-Industrie-Komplexe, beispielsweise für Arzneimittelforschung zwischen dem Institut für Wirkstofforschung und dem VEB Berlin-Chemie. Auch Hochschulen sollten mit der Industrie kooperieren und durch sie finanziert werden, was die Entstehung von „Haushochschulen“ großer Kombinate begünstigte.
Eigenständige Industrieforschung wurde mit erheblichem Personaleinsatz in den großen Kombinaten betrieben. Zentren moderner Hochtechnologie waren zum Beispiel das Kombinat Mikroelektronik Erfurt, das Kombinat Carl Zeiss Jena und das Kombinat Robotron mit Schwerpunkt Dresden, die sich aber immer an der staatlichen Planung orientieren mussten.

## Ergebnisse der Wissenschaftspolitik
Ein zwiespältiges Bild bot das Niveau der Forschung. Zwar konnte die DDR auf einem stark mathematisch-naturwissenschaftlich orientierten Schulsystem aufbauen und hochqualifizierte Studenten und Nachwuchswissenschaftler ausbilden, doch für die Spitzenforschung im Weltmaßstab fehlten die Mittel und der ungehinderte Zugang zu den Publikationen und Fachkongressen der internationalen Wissenschaftsgemeinschaft. Die Zusammenarbeit innerhalb des Ostblocks konnte dies kaum ersetzen. Kein Forscher der DDR erhielt einen Nobelpreis.
Nur teilweise konnte die systematisch betriebene Wirtschaftsspionage durch die Hauptverwaltung A des Ministeriums für Staatssicherheit (MfS) Ersatz beschaffen, wo es einen eigenen „Sektor Wissenschaft und Technik“ gab. Einen Einblick in den Umfang der Aktivitäten gewann der Westen bereits durch den Überläufer Werner Stiller 1979. Der Technologiediebstahl betraf besonders militärisch relevante Bereiche, in denen westlichen Firmen eine Ausfuhr in die DDR verboten war (CoCom). Langjährige Erfolge hatte das MfS bei den Firmen Standard Elektrik Lorenz, IBM und Siemens. Die jährliche Ersparnis wird auf bis zu 300 Millionen DM geschätzt.
Zum Symbol der gescheiterten Wissenschaftspolitik der SED wurde die Computerentwicklung, die Planungschef Gerhard Schürer als Schlüsselbranche in den 1980er-Jahren stark vorantrieb. Die äußerst kostenintensive Entwicklung leistungsfähiger Chips blieb hinter den westlichen Konkurrenten weit zurück, noch mehr die praxisrelevante Massenproduktion bei Robotron. Schürer musste sich heftiger Kritik von Günter Mittag wegen Vernachlässigung aller anderen Bereiche erwehren, obwohl strittige Themen im Politbüro der SED nicht diskutiert wurden.

## Organisation
Die Akademie der Wissenschaften der DDR organisierte etwa ein Drittel der technischen Forschung und war die führende Institution. Mehrere (Zentral-)Institute forschten auf verschiedenen Feldern, so das Zentralinstitut für Kernforschung seit 1956 in Dresden-Rossendorf oder das Zentralinstitut für Schweißtechnik unter dem erfolgreichen Erfinder Werner Gilde in Halle (Saale) seit 1952. 1955 existierten sieben Technische Hochschulen, von denen drei später zur Technischen Universität erhoben wurden, zwei Landwirtschaftliche Hochschulen, eine Hochschule für Ökonomie in Berlin und seit 1969 zehn Ingenieurhochschulen, die aus älteren Ingenieurschulen hervorgingen. In ihnen lehrten 6100 Dozenten. Dazu kamen noch die mathematischen, naturwissenschaftlichen, medizinischen und technischen Fakultäten der sechs Universitäten (Berlin, Greifswald, Halle-Wittenberg, Jena, Leipzig und Rostock).
Wichtige technische Hochschulen und Universitäten waren:
Bergakademie Freiberg, Hochschule für Architektur und Bauwesen Weimar, Hochschule für Landwirtschaft und Nahrungsgüterwirtschaft Bernburg, Hochschule für Landwirtschaftliche Produktionsgenossenschaften Meißen, Hochschule für Seefahrt Warnemünde-Wustrow, Hochschule für Verkehrswesen Dresden, Technische Hochschule für Bauwesen Cottbus, Technische Hochschule Ilmenau, Technische Hochschule Köthen, Technische Hochschule Leipzig, Technische Hochschule Leuna-Merseburg, Technische Hochschule Wismar, Technische Hochschule Zittau, Technische Hochschule Zwickau, Technische Universität Dresden, Technische Universität Karl-Marx-Stadt, Technische Universität Magdeburg

## Produkte und Entwicklungen

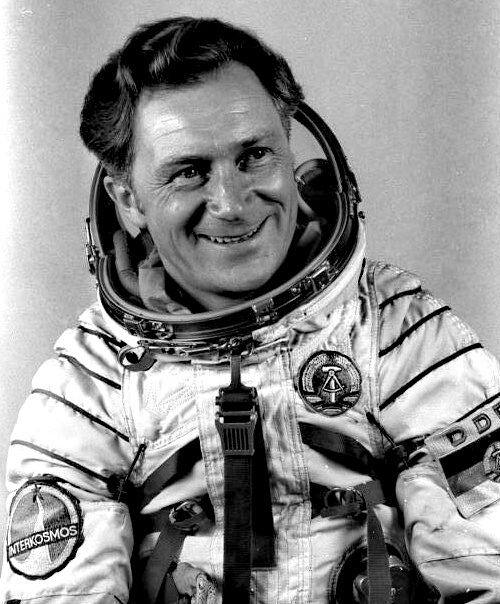
Sigmund Jähn

Wichtige Produkte, Gebiete, Ereignisse, Entdeckungen, Entwicklungen, Ergebnisse im wissenschaftlich-technischen Bereich der DDR waren (einschließlich der Vorläufe in der sowjetischen Besatzungszone):

### Weltraumtechnik und Forschung
- Entwicklung der „Multispektralkamera MKF 6“ zur geologischen Erdbeobachtung und militärischen Fernerkundung, eingesetzt in sowjetischen Raumstationen ab den 1970er-Jahren
- Erster Kosmonaut der DDR: Sigmund Jähn am 26. August 1978 mit Sojus 31 im Interkosmos-Programm der sozialistischen Staatengemeinschaft zusammen mit dem UdSSR-Kosmonauten Waleri Fjodorowitsch Bykowski war der erste deutsche Kosmonaut im Weltall. Jähn wurde zusammen mit dem Reservekosmonauten Eberhard Köllner im Sternenstädtchen auf den Flug vorbereitet.

### Elektrotechnik und Elektronik

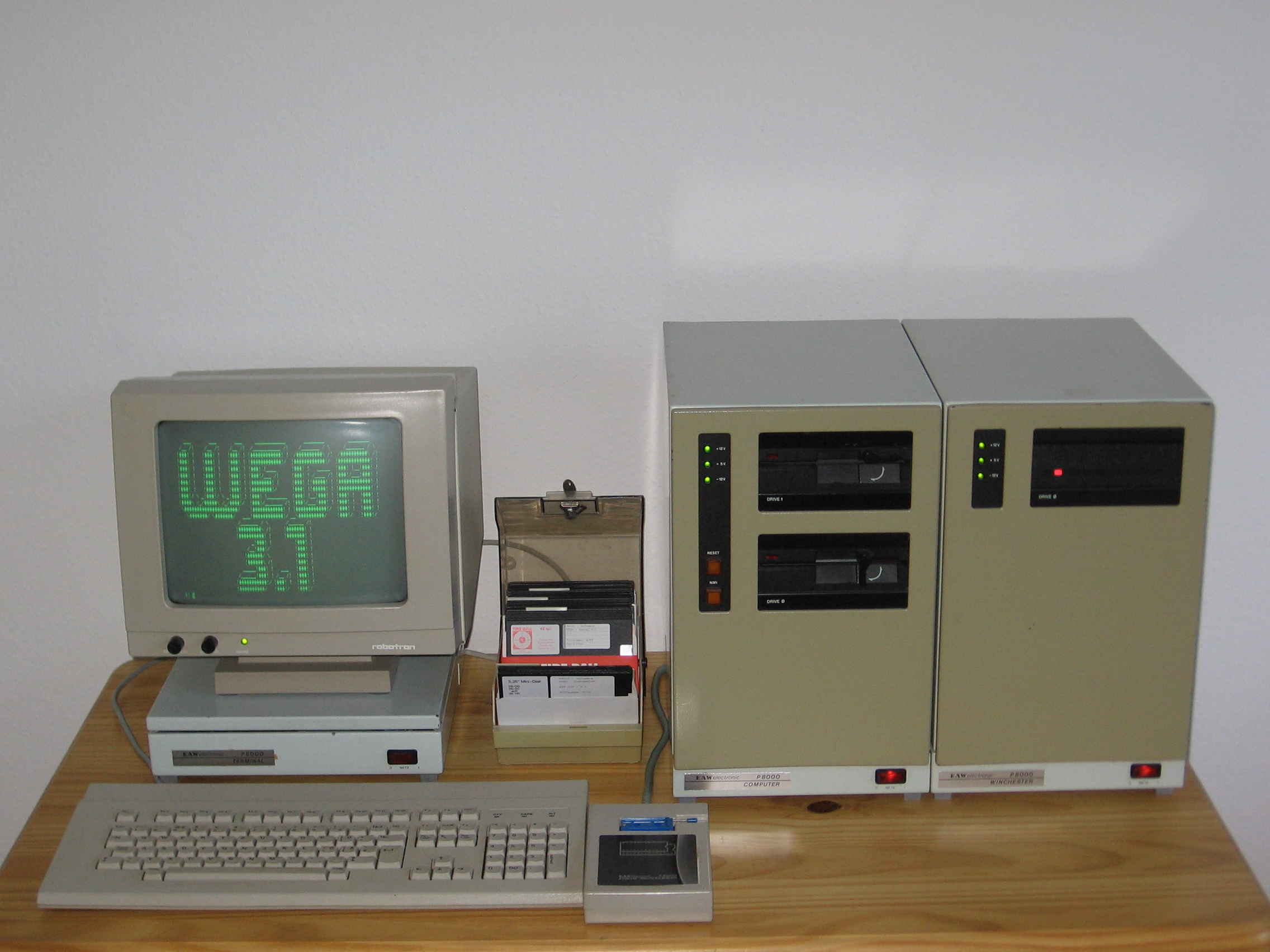
P8000 mit WEGA 3.1

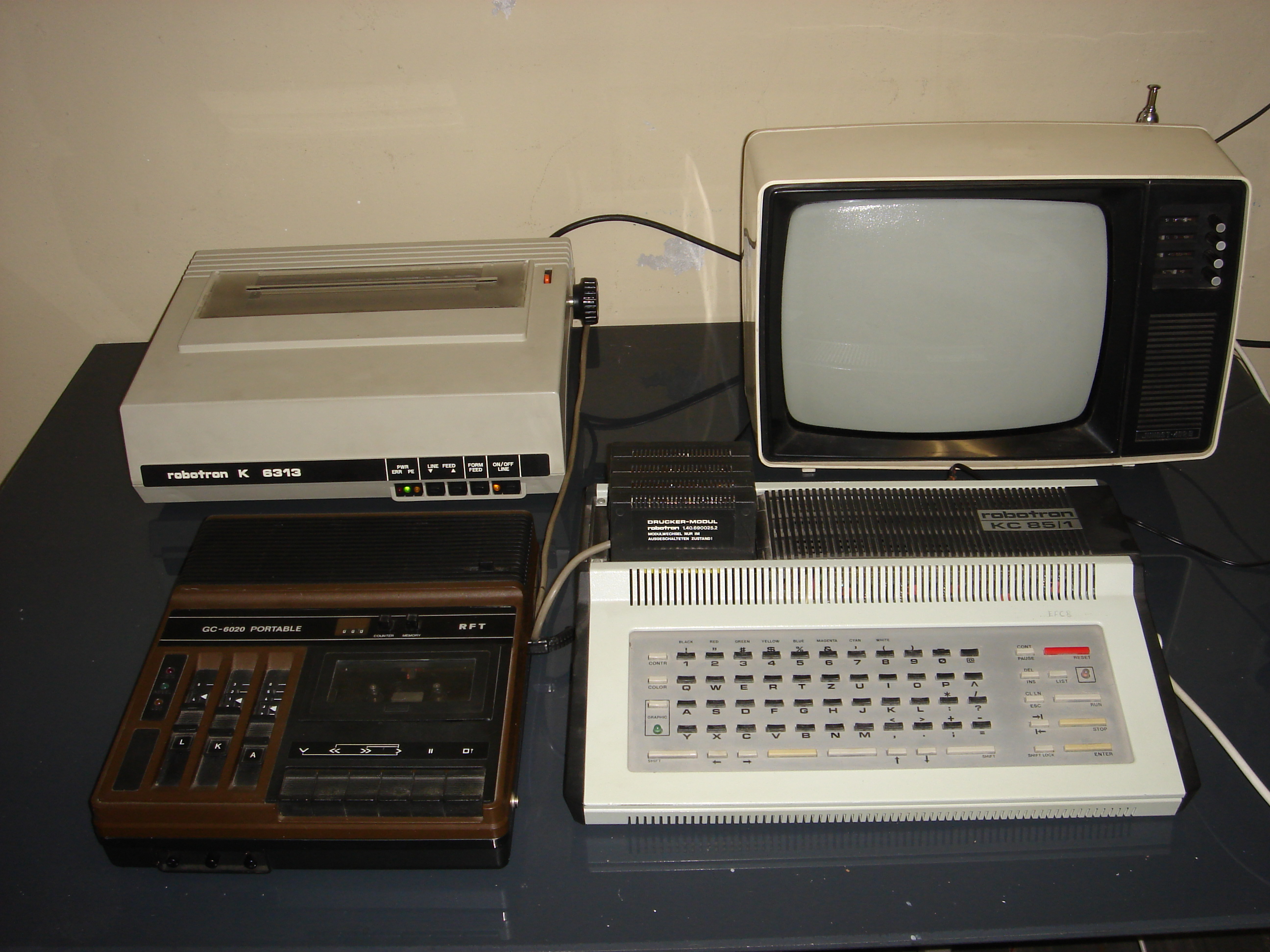
Ein KC 85/1 mit Fernsehgerät Junost, Rekorder der Marke Geracord und Drucker K6313

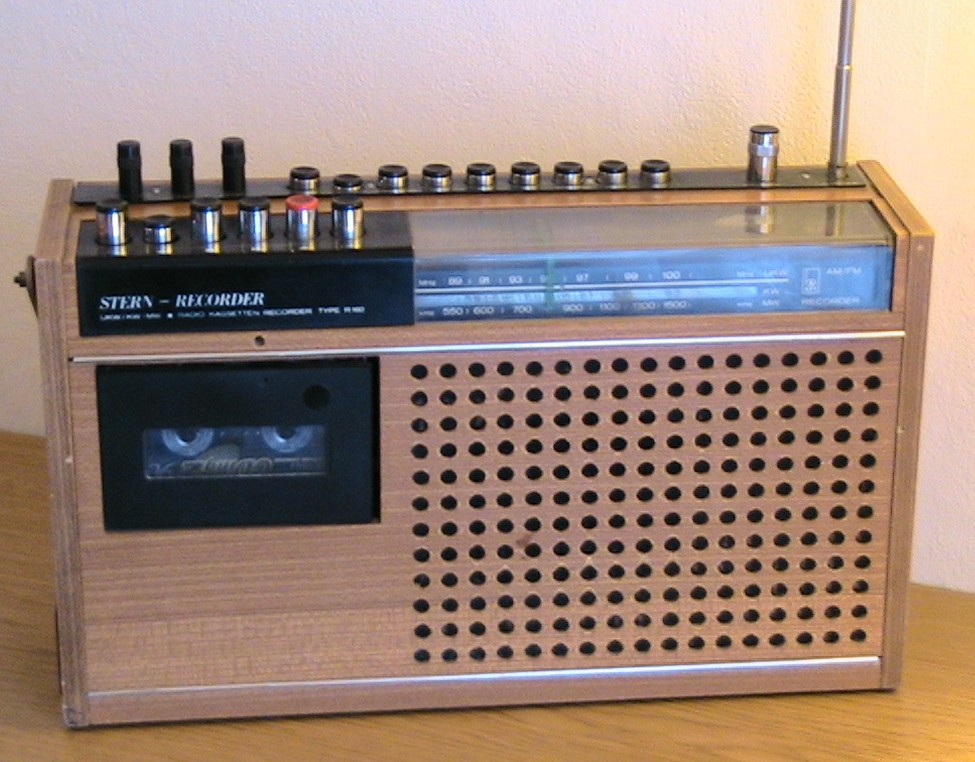
Stern-Recorder R160 vom VEB RFT Sternradio Berlin

- Entwicklung, Bau und Kopie von analogen und digitalen integrierten Schaltkreisen wie Mikroprozessoren, Speicherchips und CCD-Sensoren sowie fast sämtlicher aktiver und passiver elektronischer Bauteile. Viele dieser Produkte befanden sich wegen ihrer möglichen militärischen Verwendbarkeit auf der CoCom-Embargoliste von USA, Japan, EWG und anderer westlichen Staaten. Die Entwicklung einer eigenen Technologie zur Speicherchipherstellung führte zur Fertigung komplexer 1-MBit-Speicherschaltkreise mit 1,2 µm Strukturbreite.
Seit den siebziger Jahren wurden einige Mikroprozessorsysteme entwickelt:
  - 8-bit: U880 (Zilog Z80-Klon, Standardprozessor für alle 8-Bit-Mikrorechner), davor U808 (entspricht Intel 8008)
  - 16-bit: U80600-System (Intel 80286-kompatibel), U8000 (entspricht Zilog Z8000)
  - 32-bit: U80700-System (MicroVAX 78032-kompatibel)
- Großrechner: ESER (IBM S/360- und S/370-kompatibel, im Rahmen des RGW)
- Minicomputer: K 1600, DEC PDP-11-kompatibel; K1840, entspricht DEC VAX 11/780
- Personal Computer: PC 1715, A 5120 (beide Büro-PCs), EC 1834 (XT-kompatibel), A 7150 sowie der Bildungscomputer robotron A 5105 (für Universitäten und zur Berufsausbildung) wurden von Robotron produziert. Den 8-Bit Mikrorechner P8000 als Desktop-Variante mit Betriebssystem OS/M (kompatibel mit CP/M) und als Tower-Variante als 16-Bit-Mikrorechner mit mehreren Monitorarbeitsplätzen für Multi-User- und Multi-Task-Anwendungen (Betriebssystem WEGA, kompatibel mit Unix) produziert von den EAW.
- Heimcomputer: Z1013 (Bausatz), Z 9001, KC 85/1, KC 87 und KC 85/2 bis KC 85/4.
- Industrie-PC: 8-Bit-Mikrorechner MC80 vom VEB Elektronik Gera.
- Entwicklung und Massenfertigung von Unterhaltungs- (Fernseher, Radios) und Industrieelektronik und -elektrotechnik, zum Beispiel bei RFT und Robotron
- Funktechnik und Funkanlagen:
  - Transceiver SEG 15 D, SEG 100, Teltow, EKN, zum Beispiel im Funkwerk Köpenick
  - Funkempfänger EKV 10–13, EKD 100, 300 und 500
  - Funkgeräte U 700, UFT 721, UFS
  - Kurzwellensender KSG 1300, KN1E, KN5E, KN20
- Elektromotoren, Turbinen und Generatoren

### Maschinenbau und -technologie
- Automatisierungstechnik (Roboter, Steuerungstechnik, Automaten und Halbautomaten)
- zahlreiche Maschinen, Geräte und Anlagen für die Industrie, Chemie- und Erdölindustrie und Landwirtschaft
- technologische Verfahren, zum Beispiel Schweißverfahren (Zentralinstitut für Schweißtechnik (ZIS), Halle (Saale))

### Fahrzeugbau

#### Personen- und Nutzfahrzeuge

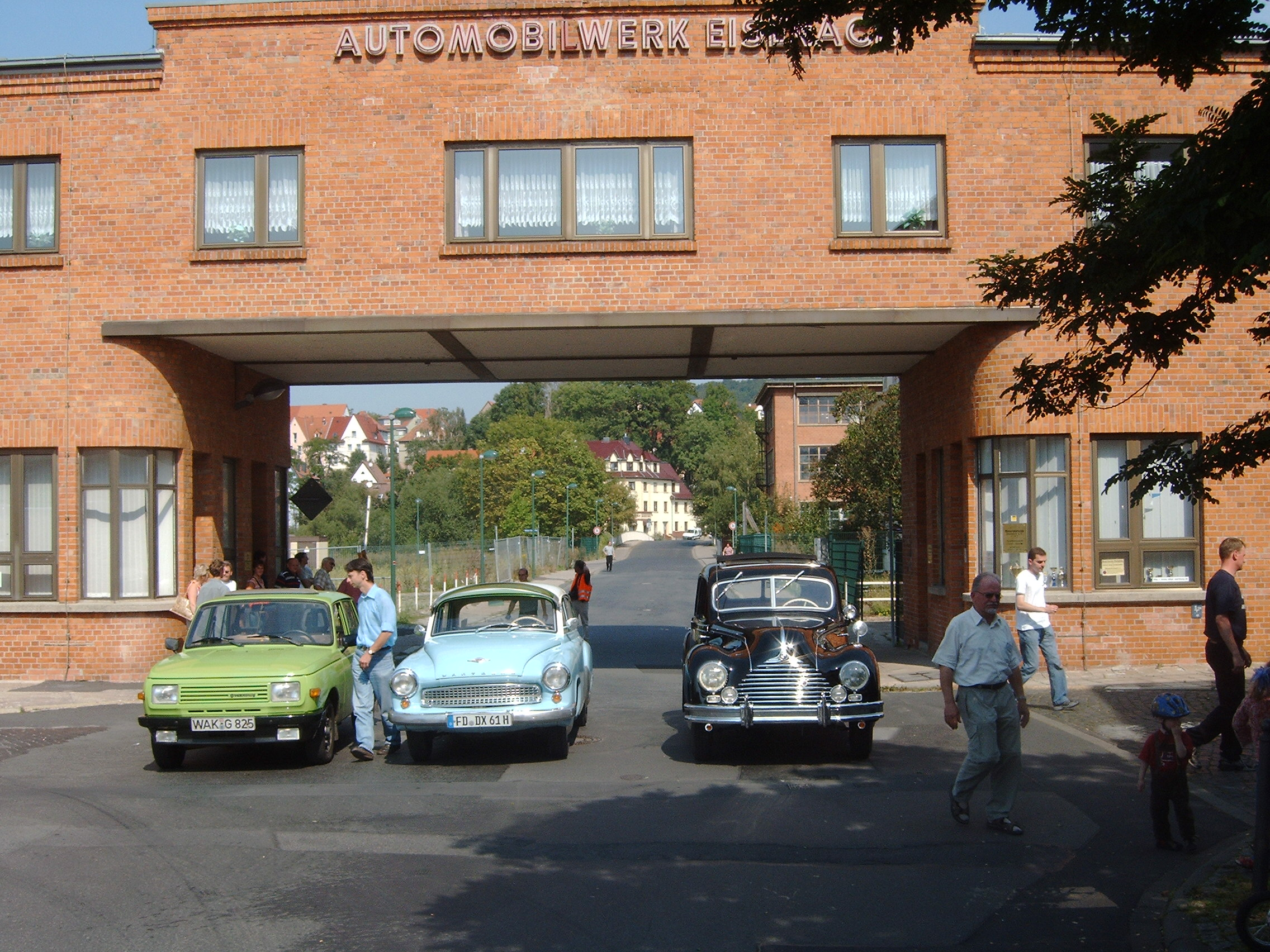
Wartburg 353, Wartburg 311, EMW 340

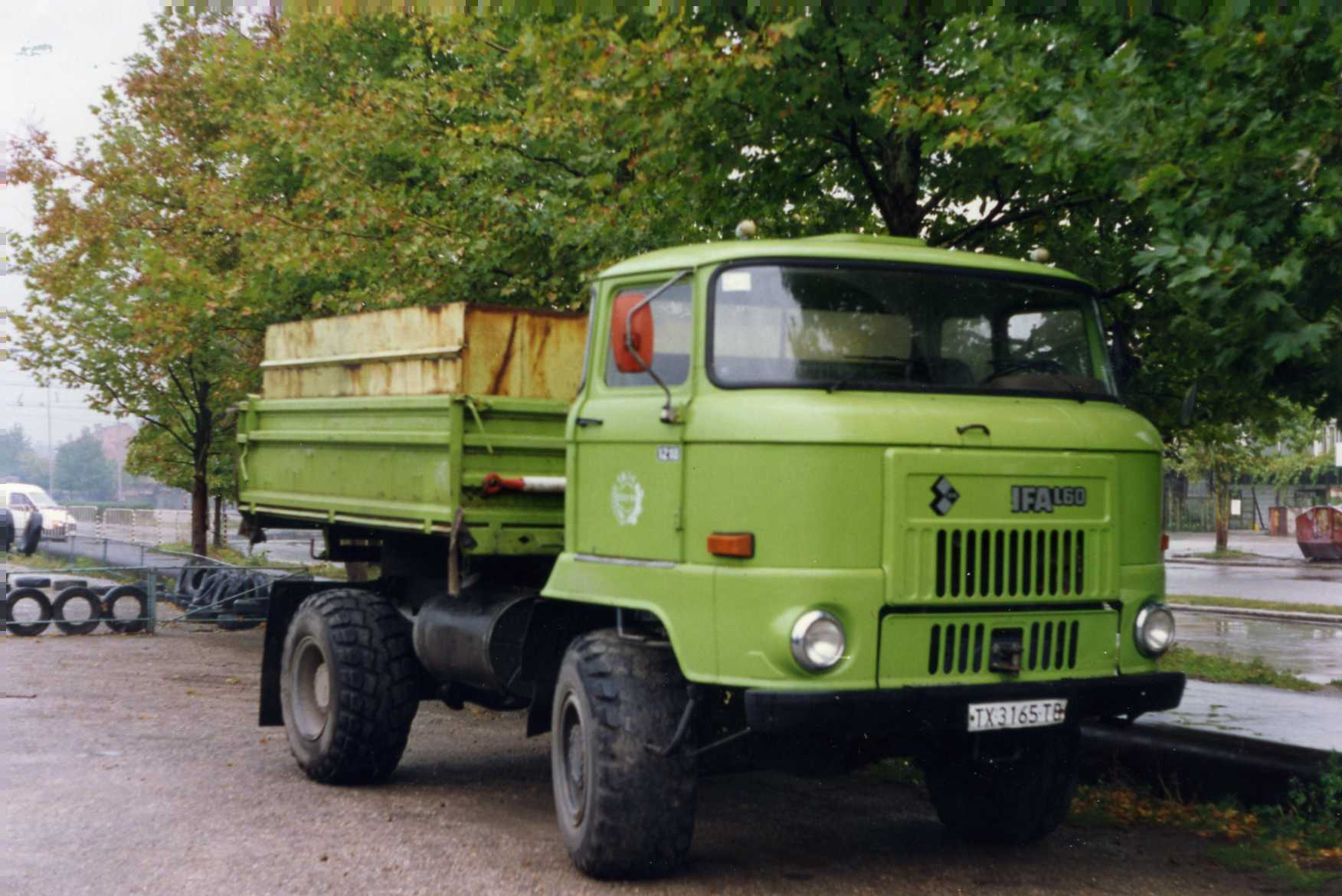
IFA L60

Alle Unternehmen des Fahrzeugbaus in der DDR waren im Industrieverband Fahrzeugbau zusammengefasst, der ab Ende der 1960er Jahre in mehrere Kombinate (u. a. IFA-Kombinat Nutzkraftwagen, IFA-Kombinat Personenkraftwagen, IFA-Kombinat für Zweiradfahrzeuge) gegliedert war, in denen die einzelnen Produktionsstätten/Volkseigenen Betriebe zusammengefasst wurden. Wichtige Erzeugnisse waren:
- Personenkraftwagen wie EMW 340, Sachsenring P 240, AWZ P 70, IFA F 8, IFA F 9, Trabant (P 50, 600, 601, 1.1), Wartburg (311, 312, 313, 353, 1.3)
- Rennsportwagen wie der Melkus RS1000 und die AWE Rennsportwagen
- Kleintransporter und -lastkraftwagen wie Framo (V 501, V 901), Barkas B 1000, Multicar
- Lastkraftwagen wie Phänomen/Robur (Granit 27, Garant 30K, Robur LO), IFA H3, IFA H3A, IFA H6, IFA S4000, IFA G5, IFA W50, IFA L60
- Busse wie H6B, Fleischer S1-S5
- Feuerwehrfahrzeuge, Löschfahrzeuge, Tanklöschfahrzeuge

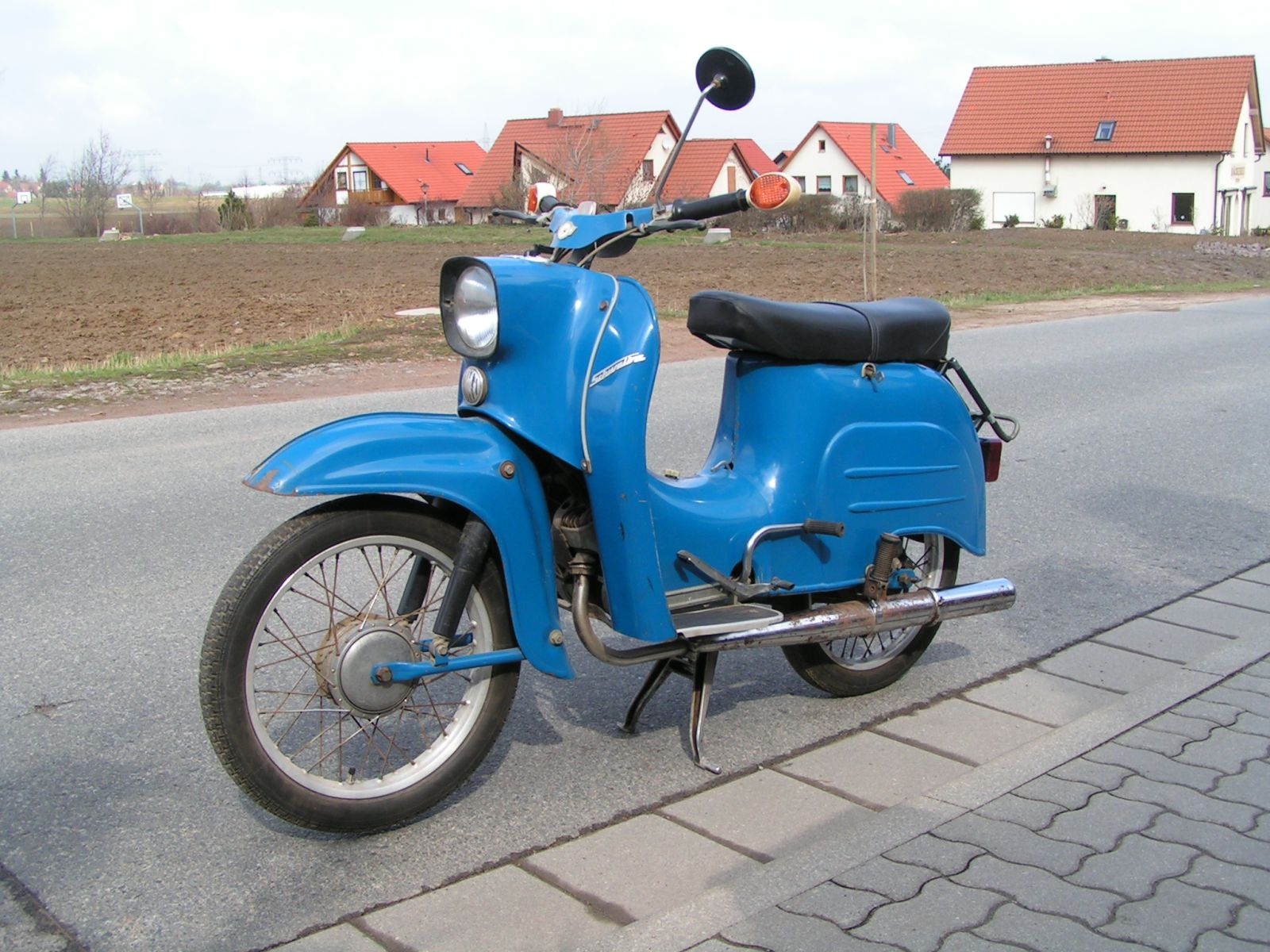
Simson Schwalbe

- Motorräder und Mopeds wie AWO Simson 425, EMW R35/3, IWL Stadtroller Berlin, IWL Pitty/Wiesel/Troll, MZ BK 350, RT 125/3, ES 125/150/175/250/300, ETS 125/150/250, TS 125/150/250, ETZ 125/150/250/251/301, Simson S 50, S 51, S 70, SR50, SR80, SR1/SR2, SR4, KR 50, Schwalbe, Star, Spatz, Sperber, Habicht, Duo
- Fahrräder von Diamant und MIFA

#### Landwirtschaftliche Fahrzeuge und Baumaschinen

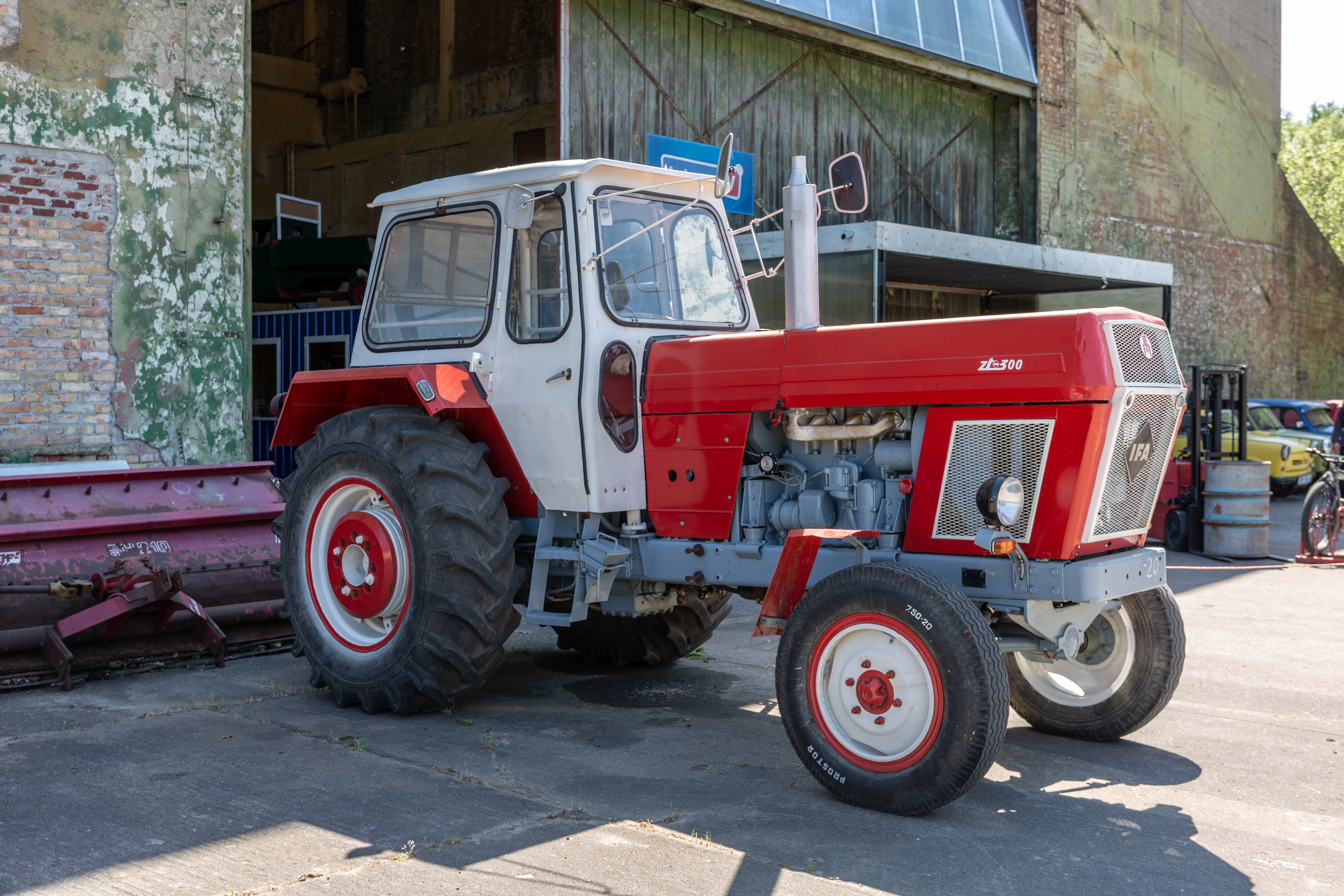
Fortschritt ZT 300

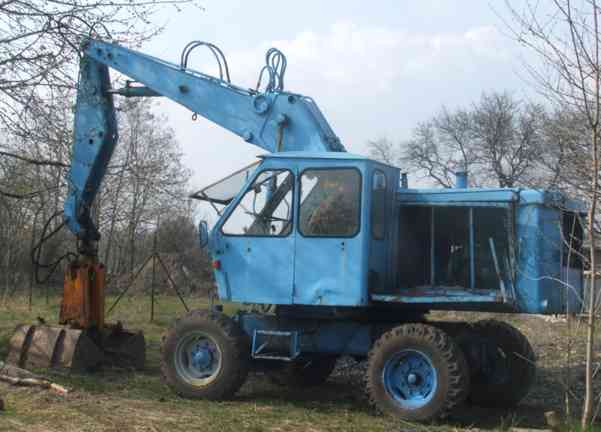
T 174

Bau von Traktoren, Landmaschinen, Erntefahrzeugen, Mähdreschern und Baumaschinen
- Standorte: Institut für Landtechnik (IfL), deren Abteilung Schleppertechnik, Hauptabteilung Traktorenforschung des VEB TWS in Potsdam-Bornim, Institut für Landmaschinenbau in Leipzig
- Traktoren-Baureihen RS (Pionier, Brockenhexe, Aktivist und Rübezahl) und RT: Harz, Favorit, Famulus
- Geräteträger für Traktoren waren die RS- und GT-Baureihen (z. B. Geräteträger RS09)
- Kettentraktoren KS und KT
- Die ZT-Baureihen: Traktoren ZT 300, ZT 320
- Mähdrescher E 512
- Schwenkkran T 157
- Karsei
- Weimarlader T 174
- Multicar M21 (Dieselameise)
- Feldhäcksler E 294

#### Lokomotiv- und Waggonbau

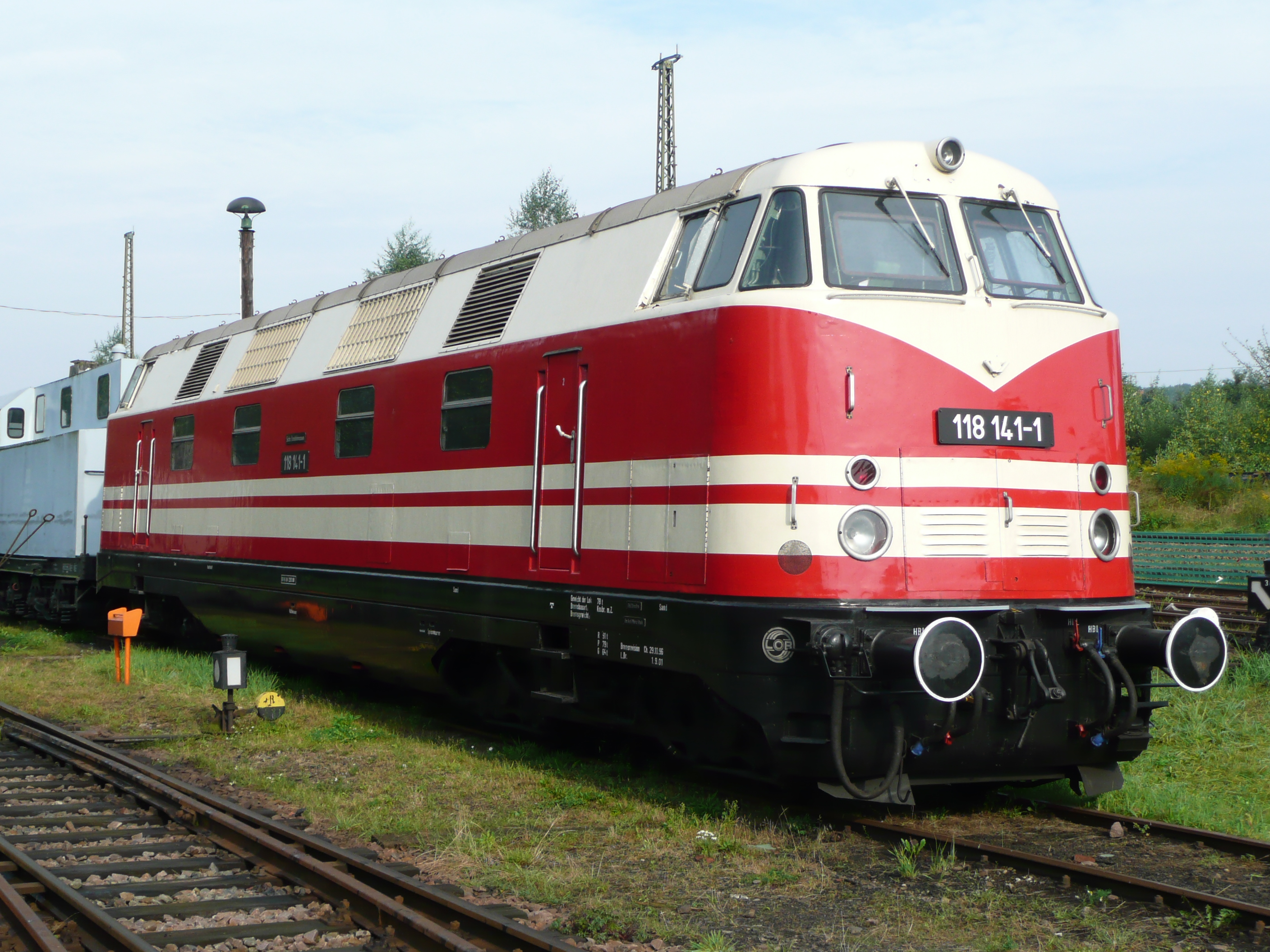
DR-Baureihe V 180

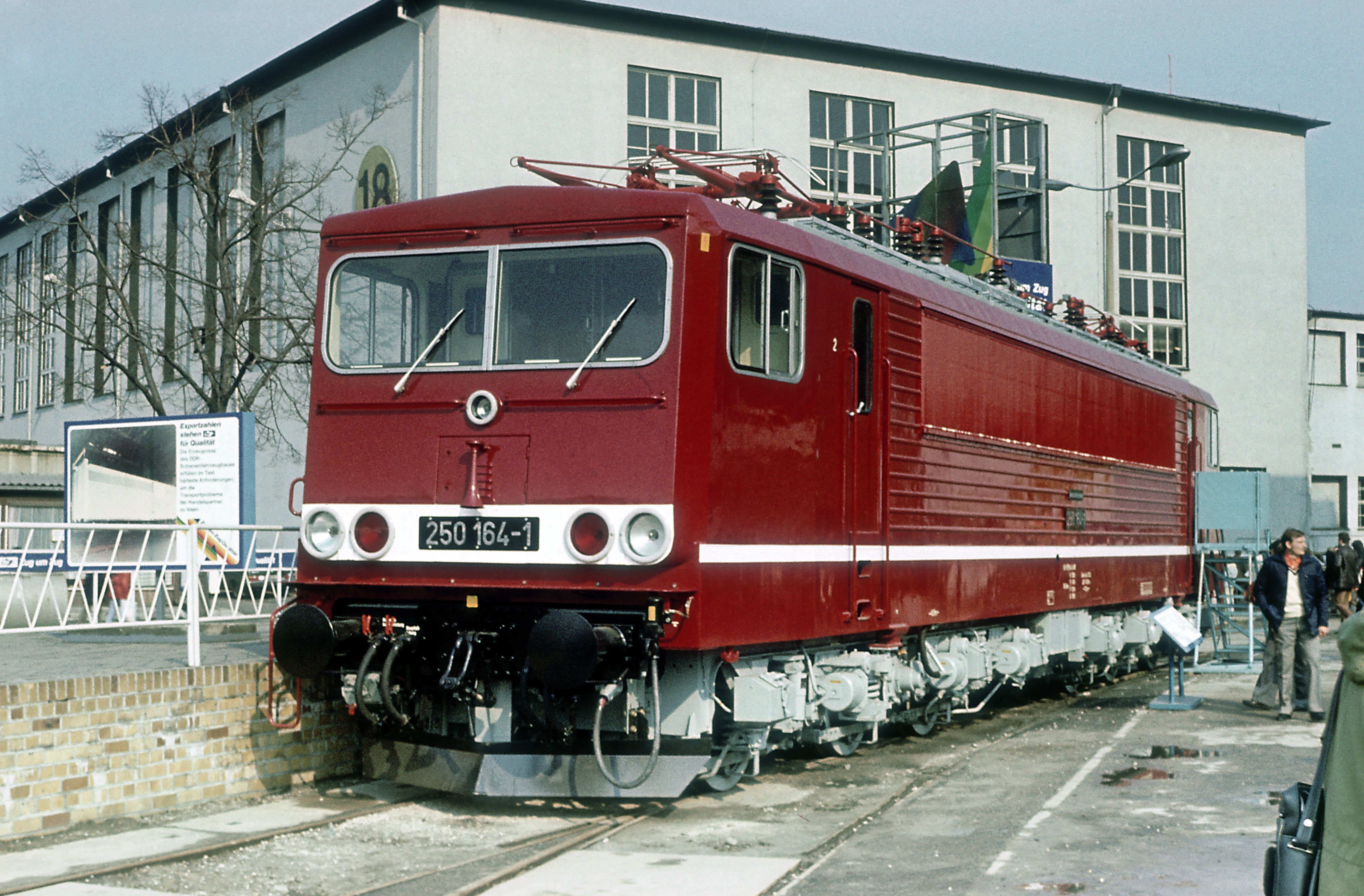
DR-Baureihe 250

- Standorte: Lokomotivbau Karl Marx Babelsberg, Institut für Schienenfahrzeuge Berlin-Adlershof, Lokomotivbau Elektrotechnische Werke Hennigsdorf
- 1951 Bau der für Braunkohlefeuerung geeigneten Lok H 45 024 von der Vereinigung Volkseigener Betriebe Lokomotiv- und Waggonbau (LOWA)
- 1961 Schnellfahrlok 18201
- ab 1956 Weiterentwicklung der BR 50, zum Beispiel BR 50.40; letztes Dampflok-Modell dieser Serie war die 504088
- ab 1954 Bau der rostgefeuerten Lok BR 25 001 und ab 1958 die Kohlestaub-Lok BR 25 1002
- ab 1954 Bau der Personenzug-Tenderlokomotive der BR 65.10 durch den VEB LEW Hennigsdorf und Serienfertigung bei VEB LKM Babelsberg (Kohlelok)
- 1956 BR 50 (Kohlelok)
- ab 1955 Bau der ersten Groß-Mehrzweck-Diesellok V 180, Entwicklung ab 1953 durch das Institut für Schienenfahrzeuge Berlin Adlershof, dem Lokomotivbau „Karl Marx“ Babelsberg und der Deutschen Reichsbahn, später Entwicklung der V 240 und V 300
- 1958–1990 Bau der ersten Diesellok V 60 1001 und den Prototypen V60 1003–1007 (1961), V60 1201 (1964), V60 106.0–1 (1974) etc. im VEB Lokomotivbau „Karl Marx“ in Babelsberg und später im LEW Hennigsdorf
- ab 1960 Bau von Elektro-Loks der E 11 oder E 42, sechsachsige BR 250, BR 243 (heute 143), BR 252 (heute BR 156)
- Straßenbahnen beispielsweise Gelenktriebwagen G4–65, Rostock #721 von 1959 bis 1967
- Bau von Doppelstock-Wagen und -zügen

### Schiffbau

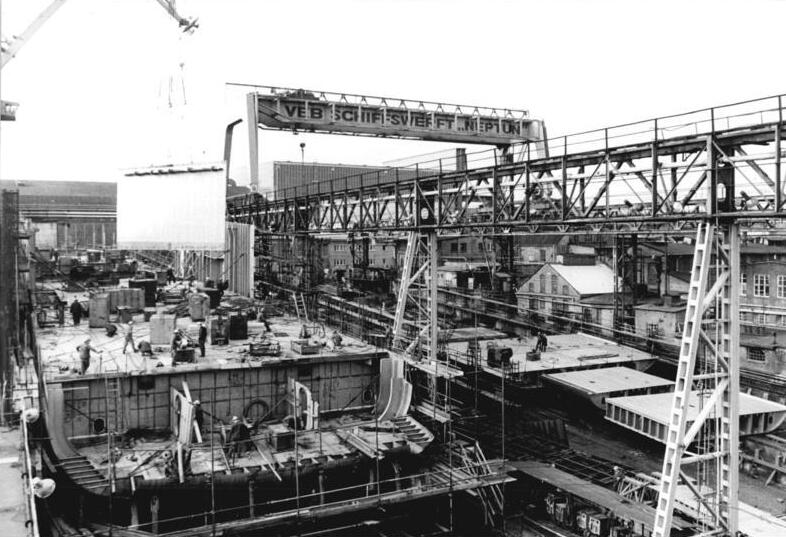
Trockendock der Schiffswerft Neptun, 24. Juni 1985

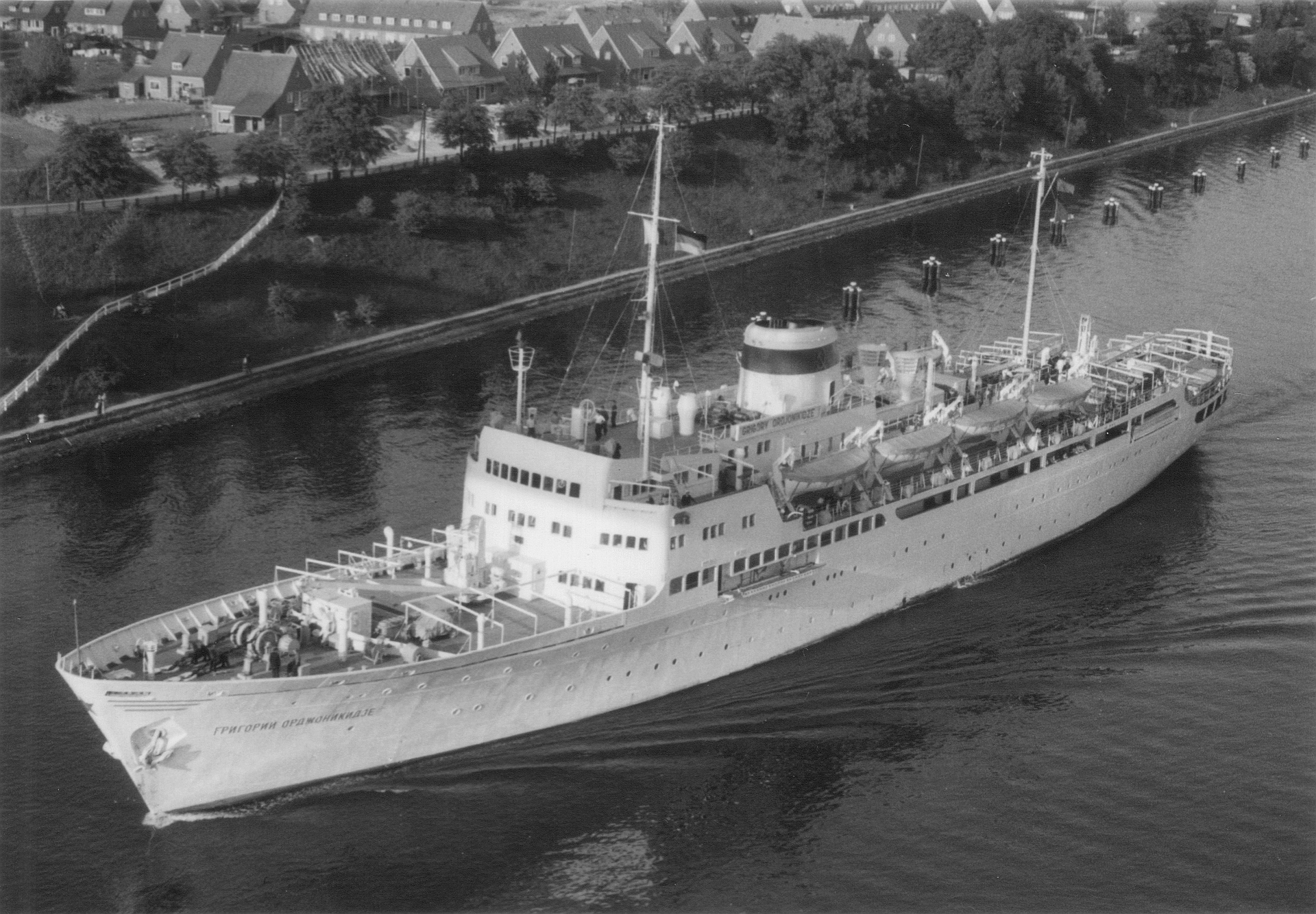
Seefahrgastschiff der Mikhail-Kalinin-Klasse vom VEB Mathias-Thesen-Werft Wismar

Bau von Handelsschiffen, Fahrgastschiffen, Fischlogger, Militärschiffen, Fang- und Verarbeitungsschiffen und Schiffsmotoren
- Standorte: Neptun-Werft (Rostock), Warnowwerft (Warnemünde), VEB Schiffbaukombinat Rostock, MTW (Wismar), Peene-Werft (Wolgast), Elbe-Werft, Damgarten, Brandenburg, Rosslau und Magdeburg, das Institut für Schiffbautechnik, die Volkswerft Stralsund, Schiffswerft Rechlin, Werften in Barth und Boizenburg, Schiffselektronik Rostock, Nachrichtenelektronik Greifswald, VEB Klement-Gottwald-Werke Schwerin
- Peene-Werft in Wolgast:
  - 1949 bis 1952 Bau von Loggern und Schleppern in Wolgast: zusammen 178 Schiffe, die als Reparationslieferungen an die UdSSR geliefert wurden.
  - ab 1951 wurde diese Werft von der DDR-Regierung als „Betrieb der Landesverteidigung“ eingesetzt. 73 Prozent der Schiffe der Volksmarine wurden hier entwickelt und gebaut.
  - 1951 Bau eines neuen Küstenschutzboots für die Seepolizei
  - 1950 bis 1990 baute die Werft zunächst Minenleg-, Minensuch- und Räumfahrzeuge, später wurde hier Reede-Minenabwehr-Boot Projekt 415 entwickelt.
  - ab den 1960er-Jahren Bau von U-Boot-Abwehrkräften (die zwei Generationen Hai, Parchim I/II), von Landungsschiffen (die Generationen Labo Typ 46, Robbe Typ 47, Frosch Typ 108), Torpedoschnellbooten. 1950 bis 1990 wurden 245 neue Marineeinheiten gebaut, 19 umgebaut oder teilgefertigt und 3 Schiffskörper ohne Ausrüstung. Jährlich wurden daneben etwa 35 Schiffe instand gesetzt und etwa 30 gewartet.
- Neptun-Werft Rostock:
  - Ende der 1970er-Jahre Bau von sieben Hochseeversorgern für die Volksmarine der NVA (Darss-Klasse).

### Flugzeugbau

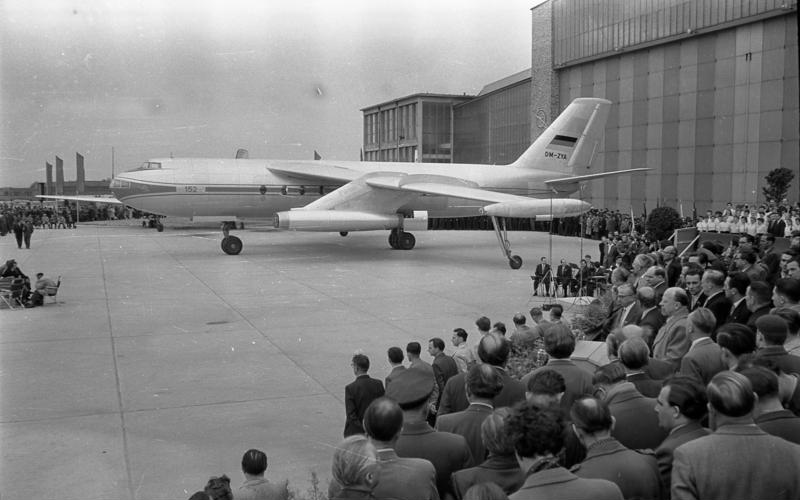
Vorstellung der 152/I

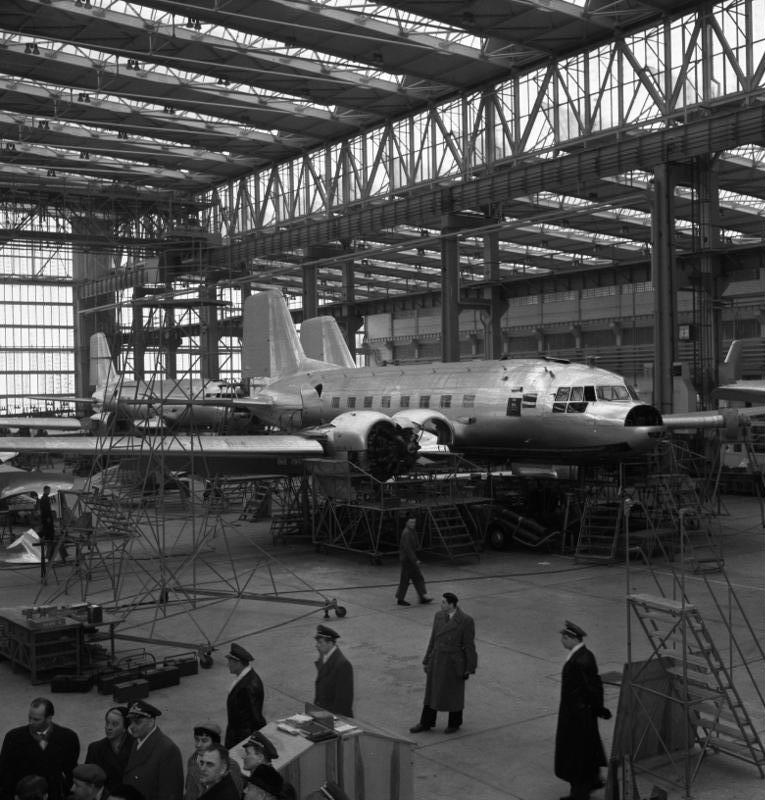
Montagehalle mit Iljuschin Il-14

Die DDR besaß etwa 5000 Militär- und Zivilflugzeuge und Hubschrauber. Sie waren im Besitz der staatlichen Interflug beziehungsweise ihres Vorläufers Deutsche Lufthansa. Sie wurden genutzt von der NVA, GST, Volkspolizei und der Flugzeugindustrie der DDR.
- Standorte:
  - VEB Flugzeugwerke Dresden (FWD): Entwicklung, Erprobung und Serienfertigung von Verkehrsflugzeugen
  - VEB Entwicklungsbau Pirna: Entwicklung und Erprobung von PTL- und TL-Triebwerken
  - VEB Industriewerke Karl-Marx-Stadt: Serienfertigung von Hydraulikbaugruppen und Bordgeräten für die 152. Serienfertigung von Flugmotoren, Luftschrauben und Fahrwerken für die Il-14
  - VEB Maschinen- und Apparatebau Schkeuditz: Serienfertigung von Leitwerken und Bestuhlung (für die 152 und Il-14), Bau von Luftfahrt-Bodengeräten wie Radaranlagen
  - VEB Apparatebau Lommatzsch: Entwicklung, Erprobung und Serienfertigung von Segelflugzeugen
  - VEB Industriewerke Ludwigsfelde: Serienfertigung von Strahltriebwerken
  - Düsenflugzeugbau: Strahlverkehrsflugzeug 152, 13. Juli 1961 DDR-Ministerratsbeschluss zur Einstellung des Flugzeugbaus, aus den Flugzeugwerken Dresden werden die VEB Flugzeugwerft Dresden und VEB Elektromat Dresden gebildet
  - Segelflugzeuge, Gleitflugzeuge, 1972 bis 1990 (Ogar, Junior, Libelle, Favorit);
  - Militärflugzeuge (MiG, Suchoi), Passagiermaschinen (Iljuschin, Tupolew) und Hubschrauber (Mil Mi) wurden aus der UdSSR importiert, Arbeitsflugzeuge Mehrzweckflugzeuge und Agrarflugzeuge wie die PZL Kruk, PZL Wilga und PZL Dromader aus Polen, Sport- und Reiseflugzeuge, Trainingsflugzeuge wie Zlin, Aero aus der ČSSR. Sie wurden in der DDR lediglich umgerüstet, repariert oder gewartet.

### Bergwerksmaschinen
- Bergwerksmaschinen aus dem Kombinat Bergwerksmaschinen Dietlas

### Optische Instrumente

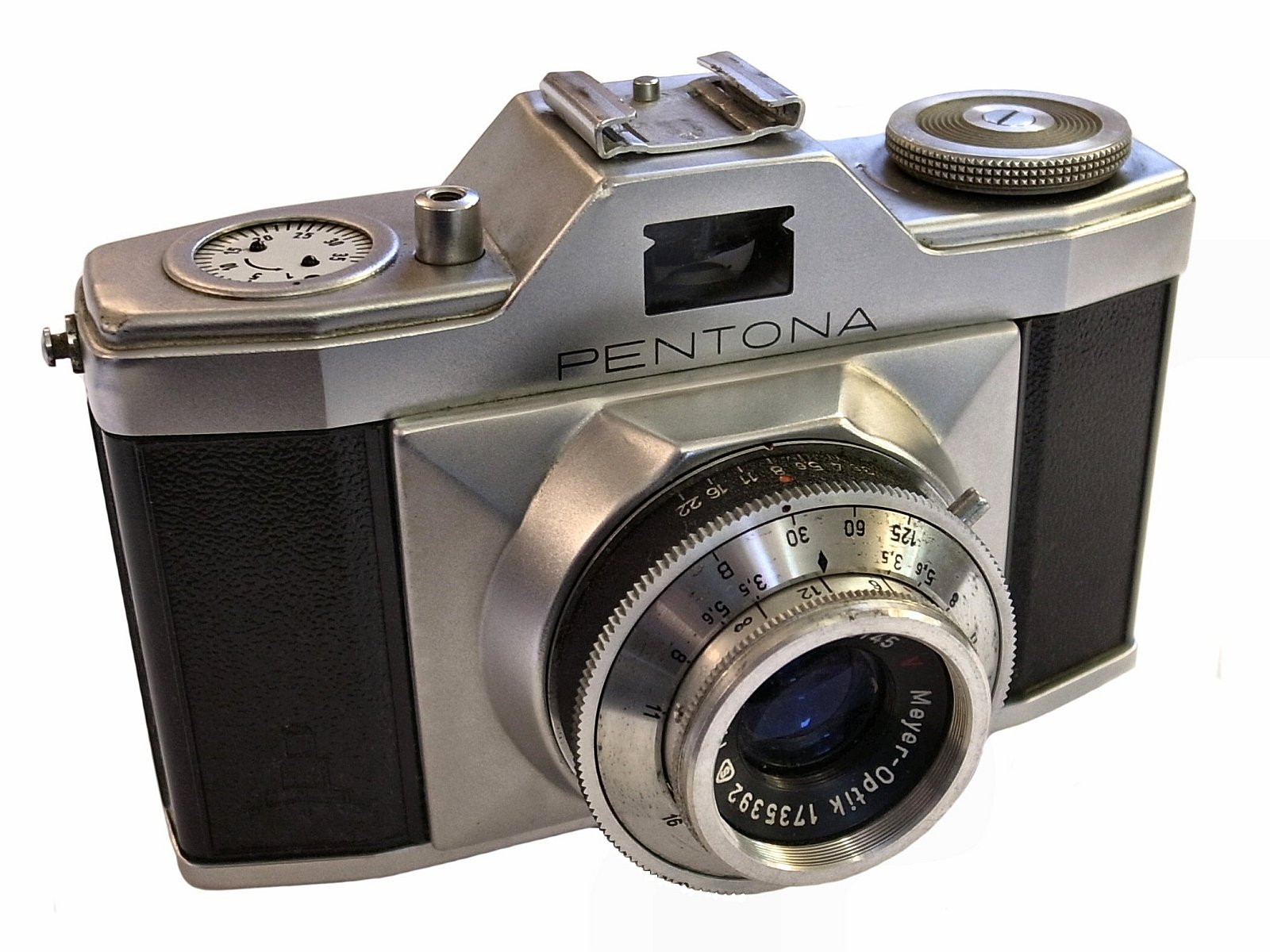
Pentacon Fotoapparat

- Fotoapparate (Pentacon, EXA), Ferngläser, Fernrohre, Filmkameras, optische Messtechnik, Planetarien, Navigationstechnik, zum Beispiel bei VEB Carl-Zeiss-Jena

### Wissenschaftlicher Gerätebau
- Multispektralkamera MKF 6
- Messinstrumente, Analysetechnik, Sensortechnik:
  - Oszillographen, Oszilloskope, Pegelbildempfänger, Funkmessempfänger zum Beispiel bei VEB Robotron: zum Beispiel NF-TF Pegelbildempfänger SV61 von VEB Präcitronic

### Chemische Industrie und Forschung
- ORWO, VEB Filmfabrik Wolfen, Düngemittelwerke Piesteritz

## Sonderrolle der Militärtechnik
Die direkte Rüstungsindustrie der DDR bestand 1989 aus 74 Unternehmen mit überwiegender oder anteiliger Rüstungsproduktion, in denen rund 42.000 Arbeitnehmer tätig waren. Dazu kam noch eine Anzahl Zulieferbetriebe, so dass insgesamt etwa 130 Betriebe und Betriebsteile (Finalproduzenten und Zulieferer) mit der Produktion militärischer Güter sowie etwa 285 Betriebe und Betriebsteile (darunter 25 spezielle Instandsetzungsbetriebe) mit der Instandsetzung von militärischen Gütern beauftragt waren und etwa 100.000 Arbeitnehmer beschäftigten. Viele der rein staatlichen DDR-Rüstungsunternehmen waren fast gänzlich ohne ein ziviles „Standbein“ auf Produktion und Instandsetzung von Rüstungsgütern spezialisiert.

### Organisation und Erzeugnisse

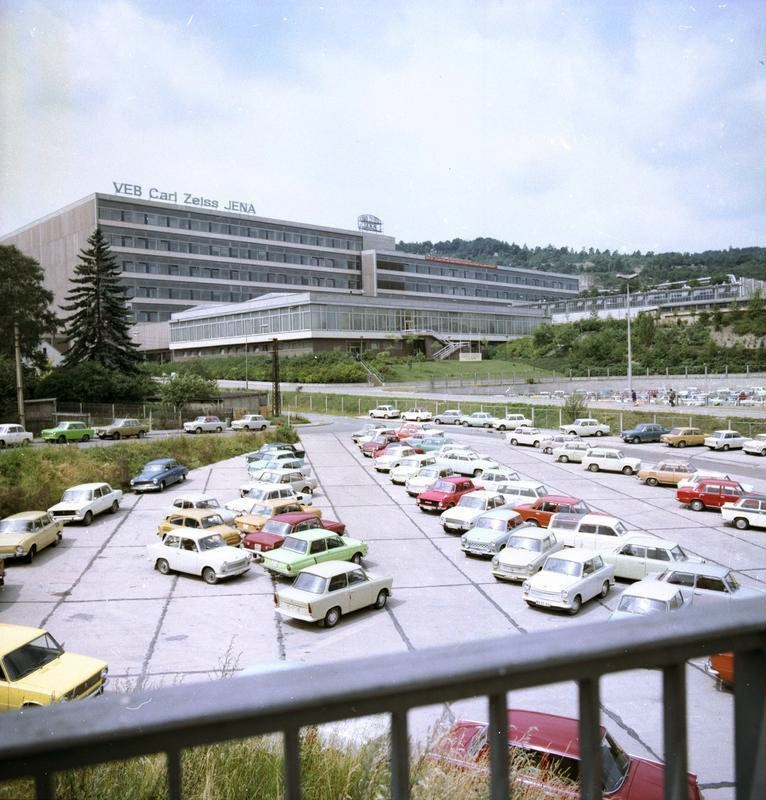
VEB Carl Zeiss Jena (1978)

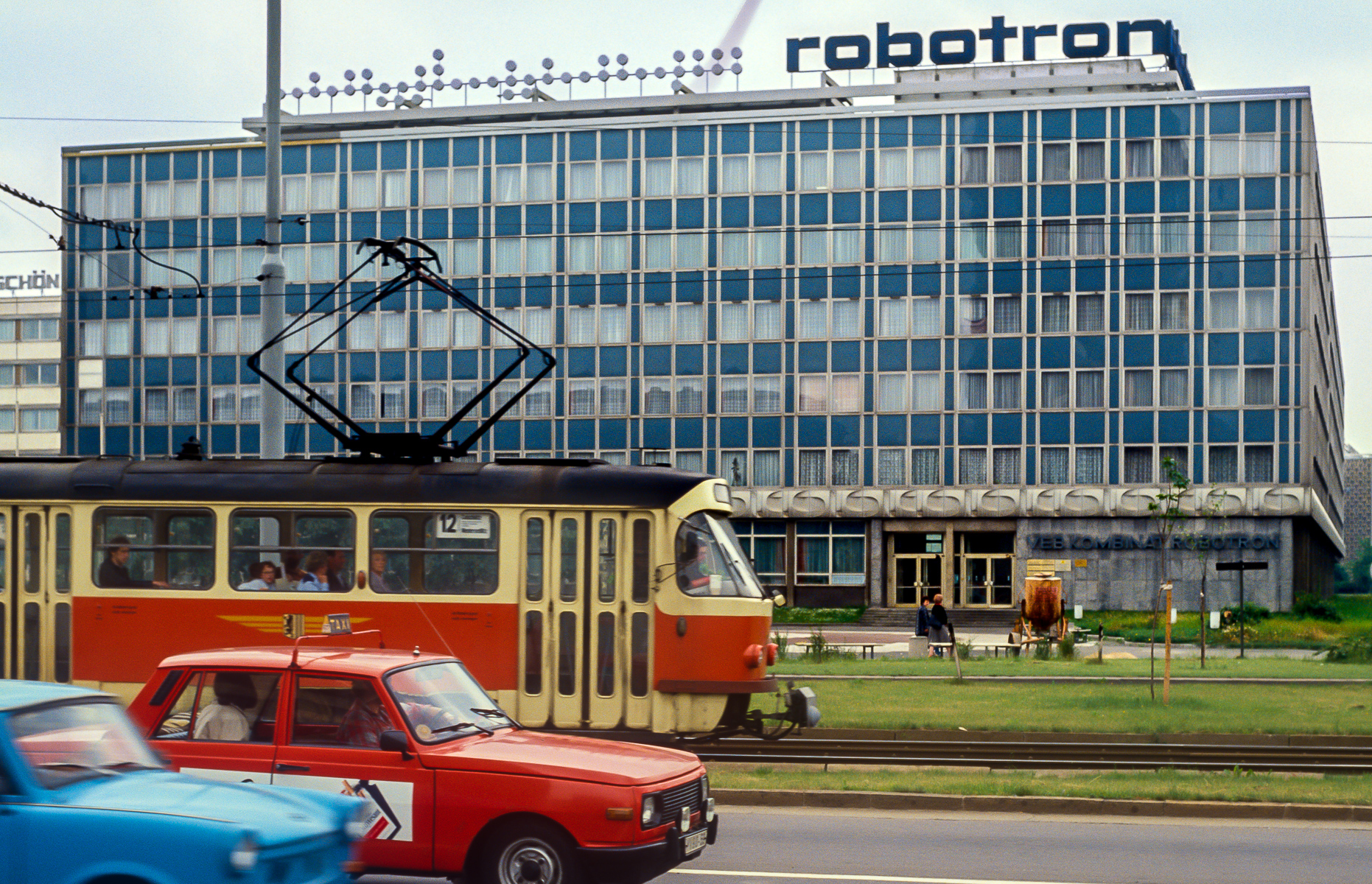
VEB Kombinat Robotron Dresden (1990)

Alle Unternehmen der Rüstungsindustrie verfügten über (im RGW Vergleich) moderne Betriebsstätten mit hochproduktiven Technologien und Ausrüstungen. Die in den Unternehmen beschäftigten Arbeiter und Ingenieure besaßen eine hohe Qualifikation und ein ausgeprägtes Qualitätsbewusstsein. Die Rüstungsunternehmen waren als selbstständige Betriebe oder Betriebsteile in die Kombinate eingeordnet, mit Ausnahme des Kombinates Spezialtechnik Dresden, das nur Rüstungsunternehmen umfasste. Dementsprechend unterstanden sie der Wirtschaftsleitung der Industrieministerien und der Staatlichen Plankommission der DDR. Sie waren damit (anders als etwa in der Volksrepublik China) von der Armee deutlich getrennt. Die Initiative zu Rüstungsprojekten kam von entsprechenden Gremien in der SED. Der Anteil der Rüstungsproduktion an der industriellen Warenproduktion der Kombinate war je nach Erzeugnispalette unterschiedlich. Den größten Anteil Rüstungsproduktion hatten 1986 folgende Kombinate:
- VEB Kombinat Spezialtechnik Dresden nahe 100 Prozent
- VEB Kombinat Carl-Zeiss Jena 21,8 Prozent
- VEB Schwermaschinenbaukombinat „Karl Liebknecht“ Magdeburg 15,9 Prozent
- VEB Textilkombinat Cottbus 14,4 Prozent
- VEB Kombinat Technische Textilien Karl-Marx-Stadt 12,7 Prozent
- VEB Kombinat TAKRAF Leipzig 8,7 Prozent
- VEB Kombinat Robotron Dresden 8,0 Prozent

Das produzierte Gesamtvolumen an wehrtechnischen Gütern und Dienstleistungen betrug 1989 insgesamt 3,7 Milliarden Mark, davon wurde Wehrtechnik in einem Wertvolumen von 1,4 Milliarden Mark exportiert. Hauptabnehmer war die Sowjetunion.
Mit Gewehren der Serie Kalaschnikow aus dem VEB Geräte- und Werkzeugbau Wiesa (GWB) in Wiesa wurden auch verschiedene Länder außerhalb des Warschauer Paktes beliefert. Es gab zudem Exporte in das nichtsozialistische Wirtschaftsgebiet (NSW). So wurden im GWB in erheblichem Umfang Devisen erwirtschaftet und sogar Handfeuerwaffen für den Export gegen Devisen, wie bspw. die Wieger-Waffenfamilie entwickelt.
Um 1980 beliefen sich die Rüstungslieferungen an afrikanische Länder auf etwa 200 Millionen Mark jährlich. Darüber hinaus wurden auch Reparaturen von Jagdflugzeugen (VEB Flugzeugwerft Dresden, heute Elbe Flugzeugwerke GmbH) für befreundete Länder durchgeführt, wie für den Iran und den Irak während des gegeneinander geführtes Kriegs.
Das Gesamtvolumen entsprach etwa einem Prozent der industriellen Warenproduktion der gesamten DDR. Die Hauptleistungen umfassten die Instandsetzung und Modernisierung sowjetischer Wehrtechnik sowie die Produktion von Wehrtechnik auf Basis sowjetischer Lizenzen und eigener Entwicklungen für die Nationale Volksarmee sowie für die Armeen der Warschauer Vertragsstaaten. Die DDR führte 86 Prozent aller Instandsetzungen an militärischen Gütern für die eigenen bewaffneten Kräfte durch.
Haupterzeugnisse und Leistungen lagen insbesondere bei:
a) Instandsetzungen insbesondere sowjetischer Rüstungsgüter
b) Produktion von
- Schützenwaffen und Schützenwaffenmunition,
- Handgranaten, Minen und pyrotechnischen Mitteln,
- Panzerabwehrlenkraketenkomplexen und Feuerleiteinrichtungen,
- Kampf- und Hilfsschiffen,
- Brückenlegepanzern, Schwimmpanzern
- mobilen Spezialauf- und -einbauten auf Kraftfahrzeugen,
- mechanischer und elektronischer Sicherungstechnik,
- Ausbildungs- und Trainingsgeräten
- Dienst- und Schutzbekleidung sowie Tarnmitteln;

c) Wissenschaftlich-technische Leistungen auf den Gebieten
- Basistechnologien der Mikroelektronik und Fertigung von Bauteilen der Lichtleiternachrichtenübertragung
- Hochleistungs- und Infrarotoptik
- digitale und optisch parallele Bildverarbeitung
- optoelektronische Sensorik
- Lasertechnik
- Tarnmittel
- Technologien zur Instandsetzung von Wehrtechnik.

### Das Mikroelektronikprogramm

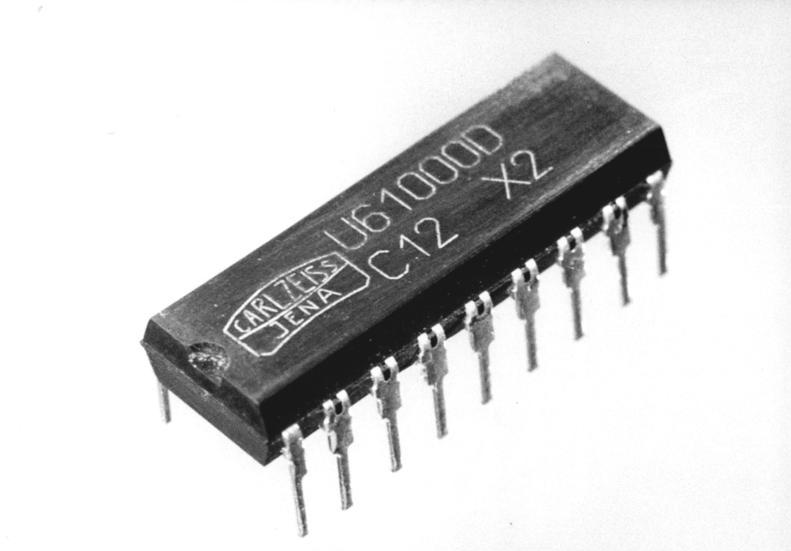
Für den 1-Megabit-Chip U61000D wurde dem Kombinat VEB Carl Zeiss Jena auf der Leipziger Frühjahrsmesse 1989 die Goldmedaille verliehen.

Ein zentrales Forschungs- und Wirtschaftsprogramm, das die DDR sogar überdauerte, war das Mikroelektronikprogramm im Süden der DDR. Ab 1977 wurden in diesem damals vor allem militärisch orientierten Programm zum Aufbau einer eigenen Mikroelektronikindustrie bis 1990 etwa 15 Milliarden DDR-Mark investiert. Die Sowjetunion nahm die Rüstungsprodukte ab Mitte der 1980er Jahre nicht mehr ab (s. u.). Eine Umstellung auf rein zivile Produktion misslang wegen der boykottbedingten mangelnden Verfügbarkeit westlicher Basistechnologien zunächst. (Mittlerweile sind aber Nachfolgefirmen und Neuansiedlungen im sogenannten Silicon Saxony recht erfolgreich.)
Im Gefolge des NATO-Doppelbeschlusses von Dezember 1979 und der 1983 vom US-Präsidenten Ronald Reagan verkündeten Strategic Defense Initiative (SDI) wurden auch die Rüstungsanstrengungen in der DDR intensiviert, wobei man sich auf die Militärelektronik konzentrierte. Ein Politbürobeschluss vom 24. Mai 1983 plante die militärische Produktionsanteile des Kombinates Carl Zeiss Jena von 15,7 Prozent im Jahr 1983 auf 28 Prozent im Jahr 1990 zu steigern. Kernvorhaben waren die Entwicklung und Produktion eines Zielsuchkopfes für Luft-Luft-Raketen, eines optoelektronischen Zielsuchkopfes für Seezielraketen und Fernerkundungssysteme für den Krieg im Weltraum. Die Militarisierung der Mikroelektronik betraf den ganzen Industriebereich. Bis 1990 war annähernd eine Verdreifachung der militärischen Exporte gegenüber 1981/85 vorgesehen, was durch die Wahl Michail Gorbatschows zum Generalsekretär der KPdSU am 11. März 1985 nicht mehr zum Tragen kam. Durch dessen Abrüstungspolitik verlor die Rüstungsindustrie der DDR schlagartig ihren größten Abnehmer, die Sowjetunion, wie auch die dagegen eingetauschten Rohstoffe. Bereits Mitte 1986 ließ der Generaldirektor vom Carl-Zeiss Jena Wolfgang Biermann auf persönliche Weisung Honeckers eine Konzeption zur faktischen Einstellung der Militärprojekte erarbeiten, eine Umstellung auf zivile Produktion führte wegen des zu hohen Anteils von Eigenproduktionen mikroelektronischer Bauelemente (1989 um 70 Prozent, Bundesrepublik rund 40 Prozent) zu absurden Kostenstrukturen, die zum faktischen Staatsbankrott der DDR Ende der 1980er Jahre beitrugen.